# Graves

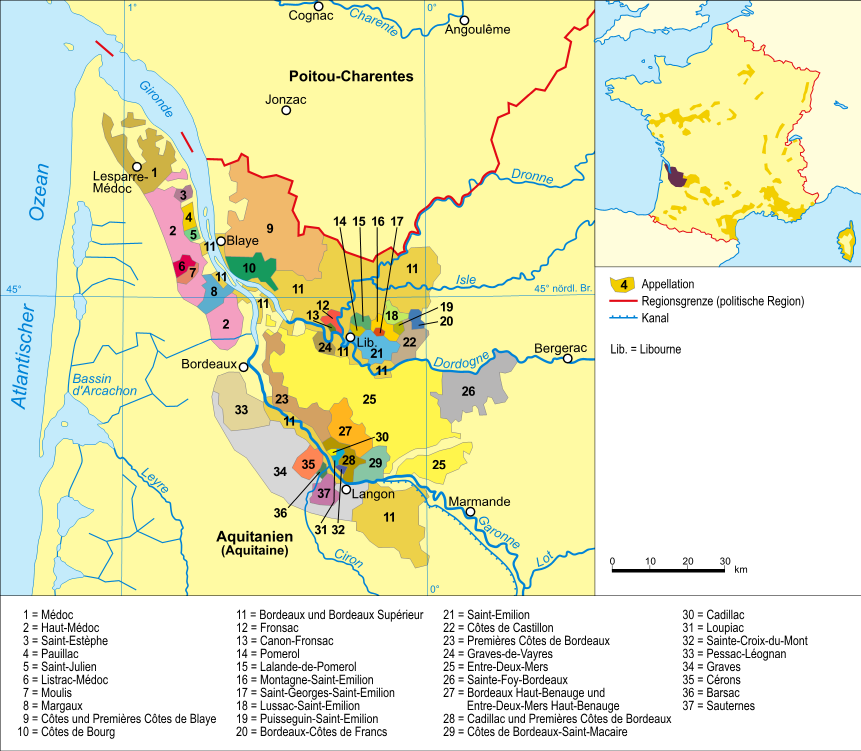
Karta över appellations inom Bordeaux, Graves-områdena är numrerade 33-37.

Graves (uttalas gravv) är en betydande subregion av det franska vindistriktet Bordeaux, beläget på vänstra stranden, uppströms längs floden Garonne, 50 kilometer sydost om staden Bordeaux.
Graves är den enda subregionen i Bordeaux som är känd för alla tre vinsorter i regionen, röda, torra vita och söta viner. Produktionen domineras dock av de röda vinerna.